# Dschilbab
Dschilbab (Mehrzahl: Dschalābīb, arabisch جلباب Dschilbāb, DMG Ǧilbāb) ist ein im Koran gebrauchtes Wort für ein Kleidungsstück, das Frauen tragen sollen. Heute ist nicht mehr mit Sicherheit zu bestimmen, was zur Zeit Mohammeds, des Urhebers des Korans, unter Dschilbab verstanden wurde. Der Begriff bezieht sich aber ursprünglich wohl nur auf ein genähtes, den Körper einkleidendes Gewand, nicht etwa ein bloßes Tuch – dem widerspricht eine heutige Verwendung für Abaya oder Tschador. Koranischer Bezugstext ist v. a.

„Prophet! Sag deinen Gattinnen und Töchtern und den Frauen der Gläubigen, sie sollen (wenn sie austreten) sich etwas von ihrem Gewand (über den Kopf) herunterziehen. So ist es am ehesten gewährleistet, dass sie (als ehrbare Frauen) erkannt und daraufhin nicht belästigt werden. Gott aber ist barmherzig und bereit zu vergeben.“

Für „Gewand“ steht hier im Arabischen der Plural von Ǧilbāb. Die von Paret mit „herunterziehen“ übertragene Verbform kann u. a. auch mit „näher bringen“ übertragen werden, so dass sich eine Bedeutung wie „die Gewänder eng an den Körper anziehen“ ergeben könnte. In früher juristischer Literatur wird die resultierende Norm in unterschiedlicher Weise präzisiert, beispielsweise von Ibn ʿAbbās nach Bericht von Maḥmūd Ālūsī auch auf eine Bedeckung des Gesichts bezogen.